# Kolumna Św. Trójcy w Pradze
Kolumna Św. Trójcy (cz. Sloup Nejsvětější Trojice) – barokowa Kolumna Trójcy Przenajświętszej (kolumna morowa) w górnej części Rynku Małostrańskiego w Pradze.
Wzniesiona została w roku 1715 na pamiątkę zarazy morowej, jaka nawiedziła Pragę w 1713 r. Autorem planów kolumny, założonej na rzucie trójkąta i zwieńczonej smukłą iglicą z symbolem Św. Trójcy na szczycie, był architekt Giovanni Battista Alliprandi. Prace kamieniarskie wykonał F. W. Herstorfer, autorami rzeźb Najświętszej Marii Panny i czeskich świętych byli J. O. Mayer i F. Geiger. Po epidemii głodu w 1772 r. na kolumnie zainstalowano zespół rzeźb I. F. Platzera.